# DOSBox
DOSBox — эмулятор для PC, создающий DOS-окружение, необходимое для запуска старых программ и игр под MS-DOS. Это позволяет играть в такие игры в операционных системах, не поддерживающих или поддерживающих DOS-программы не полностью, и на современных компьютерах, на которых иначе старые программы могут не работать или работают с ошибками. DOSBox можно использовать для запуска и другого программного обеспечения для DOS, но такая возможность работает с ограничениями. Эмулятор имеет открытый исходный код и доступен для таких систем, как Linux, FreeBSD, Windows, OS X, iOS, OS/2, BeOS, KolibriOS, Symbian OS, QNX, Android. Также Windows-версия при помощи HX DOS Extender запускается под чистым DOS — таким образом, DOS эмулируется под DOS.

## Разработка
До Windows XP потребительские версии Windows основывались на MS-DOS. Windows 3.0 и ее обновления были операционными средами, которые работали поверх MS-DOS, а серия Windows 9x состояла из операционных систем, которые все еще основывались на MS-DOS. Эти версии Windows могли запускать приложения DOS. И наоборот, операционные системы Windows NT не были основаны на DOS. Членом этой серии является Windows XP, дебютировавшая 25 октября 2001 г. и ставшая первой ориентированной на потребителя версией Windows, не использующей DOS. Хотя Windows XP могла эмулировать DOS, она не могла запускать многие из своих приложений, поскольку эти приложения работали только в реальном режиме для прямого доступа к оборудованию компьютера, а защищенный режим Windows XP предотвращал такой прямой доступ по соображениям безопасности. MS-DOS продолжала получать поддержку до конца 2001 года, а вся поддержка любой операционной системы Windows на базе DOS прекратилась 11 июля 2006 года.

## Настройки
Быстродействие эмулируемой системы зависит от компьютера и настроек, которые указываются в конфигурационном файле либо вводятся пользователем в интерактивном режиме. DOSBox поддерживает ограниченное количество команд командного интерпретатора COMMAND.COM. Также, на диске Z: присутствуют несколько специальных программ в виде .COM-приложений, общающихся с хост-системой через backdoor:
- MOUNT — монтирование локальных директорий как дисков (в том числе и CD-ROM) внутри DOSBox;
- MEM — отображение количества свободной памяти;
- CONFIG — запись конфигурации в файл;
- LOADFIX — сокращение количества доступной памяти (для старых программ, не умеющих работать с большим количеством памяти);
- IMGMOUNT — монтирование образа диска (CD-ROM) в DOSBox;
- BOOT — запуск образа дискеты или жёсткого диска независимо от эмулируемой системы DOSBox (возможность загрузить другую операционную систему);
- Команды IPX — разрешение и работа IPX-сети.

## Возможности
DOSBox частично эмулирует операционную среду MS-DOS, векторы прерываний BIOS и аппаратную часть IBM PC, при этом не требуется ни x86-процессор, ни копия оригинальной MS-DOS. Для эмуляции архитектуры x86 используется динамическое преобразование набора команд. На системах, имеющих набор команд i386, используется динамическая трансляция инструкций. На системах, не совместимых с x86, производится полная эмуляция, приводящая к существенному замедлению. Например, система на основе PowerPC G4 1,6 ГГц способна эмулировать систему со стандартным аппаратным обеспечением и с процессором 80486 на 50 МГц; на x86-совместимых системах той же скорости можно добиться от гораздо более медленного процессора (например, от Pentium Pro).
Версия 0.70 полноценно поддерживает 876 игр.
DOSBox эмулирует широкий спектр аппаратных устройств, включая:
- эмуляцию графических режимов: текстовый, Hercules, CGA (включая композитный и 160×100×16 режимы), Tandy Graphics Adapter, EGA, VGA (включая Mode X[англ.]), VESA и полную эмуляцию S3 Trio 64.
- эмуляцию звуковых устройств: AdLib, динамик компьютера, Covox (Disney Sound Source), Tandy, Sound Blaster, Gravis Ultrasound и MPU-401.
- эмуляцию сетевых устройств: эмуляцию модема через TCP/IP, сетевой туннелинг IPX. Windows-версия поддерживает прямой последовательный порт.

## Использование
Несмотря на некоторые ограничения в возможности эмуляции, DOSBox стал стандартом де-факто для запуска программ, разработанных для DOS. Rock, Paper, Shotgun положительно отметил непрекращающуюся поддержку и обновление проекта, его влияние на ретрогейминг.
DOSBox часто используется в качестве средства эмуляции для разработчиков, желающих переиздать старые версии игр для современных PC-платформ — Linux, macOS и Windows. Большое распространение в качестве этой роли DOSBox получил на электронных площадках Steam и GOG. Например, DOSBox использовался для переиздания таких игр как Wolfenstein 3D и Commander Keen, The Elder Scrolls: Arena и The Elder Scrolls II: Daggerfall.
Internet Archive использует порт Em-DOSBox для запуска игр через браузер.
Код DOSBox используется для возможности запуска DOS-программ в эмуляторе Wine через встроенный эмулятор DOS winevdm.